# Kazimierz Waliszewski

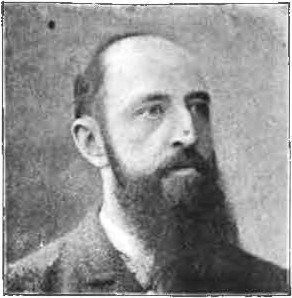
Kazimierz Waliszewski

Kazimierz Waliszewski (* 19. November 1849 in Gole (Powiat Włocławski); † 1935 in Paris) war ein polnischer historischer Schriftsteller.
Waliszewski studierte am Jesuitenkolleg in Metz und erwarb 1875 den Doktorgrad von der Pariser juristischen Fakultät. Er wurde Mitglied der historischen Kommission der Krakauer Akademie. Mehrere seiner in französischer Sprache geschriebenen Werke wurden auch in andere westliche Sprachen übersetzt. Insbesondere interessierte er sich für die russische Geschichte. Ihm sind unter anderem lebendige russische Herrscherporträts von Iwan dem Schrecklichen und Peter dem Großen zu verdanken. Sein Roman über die Kaiserin Katharina II. von Russland wurde von der Académie française preisgekrönt.

## Werke
- Poésies sur la vie de campagne, Warschau 1877
- Relations diplomatiques entre la France et la Pologne sous le roi Sobieski, 3 Bde., Krakau 1879–81
- Une Française reine de Pologne : Marie d’Arquien-Sobieska, 1884
- Korespondencya księcia Karola Stanisława Radziwiłła wojewody wileńskiego „Panie Kochanku“ 1762–1790, Krakau 1888
- Relations diplomatiques entre la Pologne et la France au XVIIe siècle, Krakau 1889
- La Pologne et l’Europe dans la deuxième moitié du XVIIIe siècle, Krakau 1890
- Le roman d’une impératrice. Catherine II de Russie, Paris 1893; deutsch Katharina II. von Rußland. Der Roman einer Kaiserin. Leipzig 1928 (bearbeitet und übersetzt von Lissy Radermacher)
- Autour d’un trône. Catherine II, ses collaborateurs, ses amis, ses favoris, Paris 1894
- Pierre le Grand, Paris 1897; deutsch von Bolin, 2 Bde., Berlin 1898; englisch Peter the Great, London 1898 (online)
- Marysienka, Marie de La Grange d’Arquien, reine de Pologne, femme de Sobieski, 1641-1716, Paris 1898
- L’Héritage de Pierre le Grand, 1725-1741, Paris 1900
- Littérature russe, 1900; 4. Auflage, Colin, Paris 1921 (Histoires des Littératures)
- La dernière des Romanov. Élisabeth Ire, impératrice de Russie, 1741-1762, 1902
- Ivan le Terrible, Paris 1904 (engl. Übers.)
- Les Carrosses du roi, 1905
- Les origines de la Russie moderne. La crise révolutionnaire 1584-1614, 1906
- Le berceau d’une dynastie, les premiers Romanov, 1613-1682, 1909
- Le fils de la grande Catherine, Paul Ier, 1912
- La Pologne inconnue: pages d’histoire et d’actualité, 1919
- Le règne d'Alexandre Ier : la guerre patriotique et l’héritage de Napoléon : 1812-1816, 1923
- La femme russe, Plon, Paris 1926